# Seil Norah
Seil Norah ist eine Insel in der Region Semienawi Kayih Bahri in Eritrea. Sie gehört zum Dahlak-Archipel und ist etwa 60,3 Kilometer vom eritreischen Festland entfernt.
Die Insel ist etwa 1,8 Kilometer lang und 440 Meter breit.